# Enköping
För andra betydelser, se Enköping (olika betydelser).
Enköping är en tätort i Uppland och centralort i Enköpings kommun, Uppsala län. Det är länets näst största tätort och den 51:a största i Sverige den 31 december 2020. 
Enköping är beläget vid motorvägen E18 och Mälarbanan i närheten av Mälarens norra strand. Enköpingsån rinner genom orten. Enköpings slogan Sveriges närmaste stad myntades 1965 av reklamchefen vid Bahco, Bertil Danielsson.
Enköping är känt för sina parker och går ibland under benämningen Parkernas stad. Enköping har 24 olika parker, grönområden och planteringar. 
Arméstaben (AST), Ledningsregementet (LedR), Ledningsstridsskolan (LedSS), Meteorologi- och oceanograficentrum (METOCC) för Försvarsmaktens olika behov finns i Enköping.

## Historik
Enköpings stad (Enköpings uppstad) grundades nära Enköpingsåns utlopp i Svingarnsfjärdens innersta hörn, Stadsviken. Enköpingsåsen och den vik i Mälaren som möttes här i förhistorisk tid tros ha varit ett hinder i handels- och transportledet ännu under medeltiden. De omlastningar som troligen skedde här har antagits vara upphov till en handelsplats där människor till slut också började bosätta sig. Anledningen till denna bosättning kan dock ha föranletts av andra orsaker och Enköpings tidigaste historia är fortfarande till större delen okänd.

### Förhistorisk tid

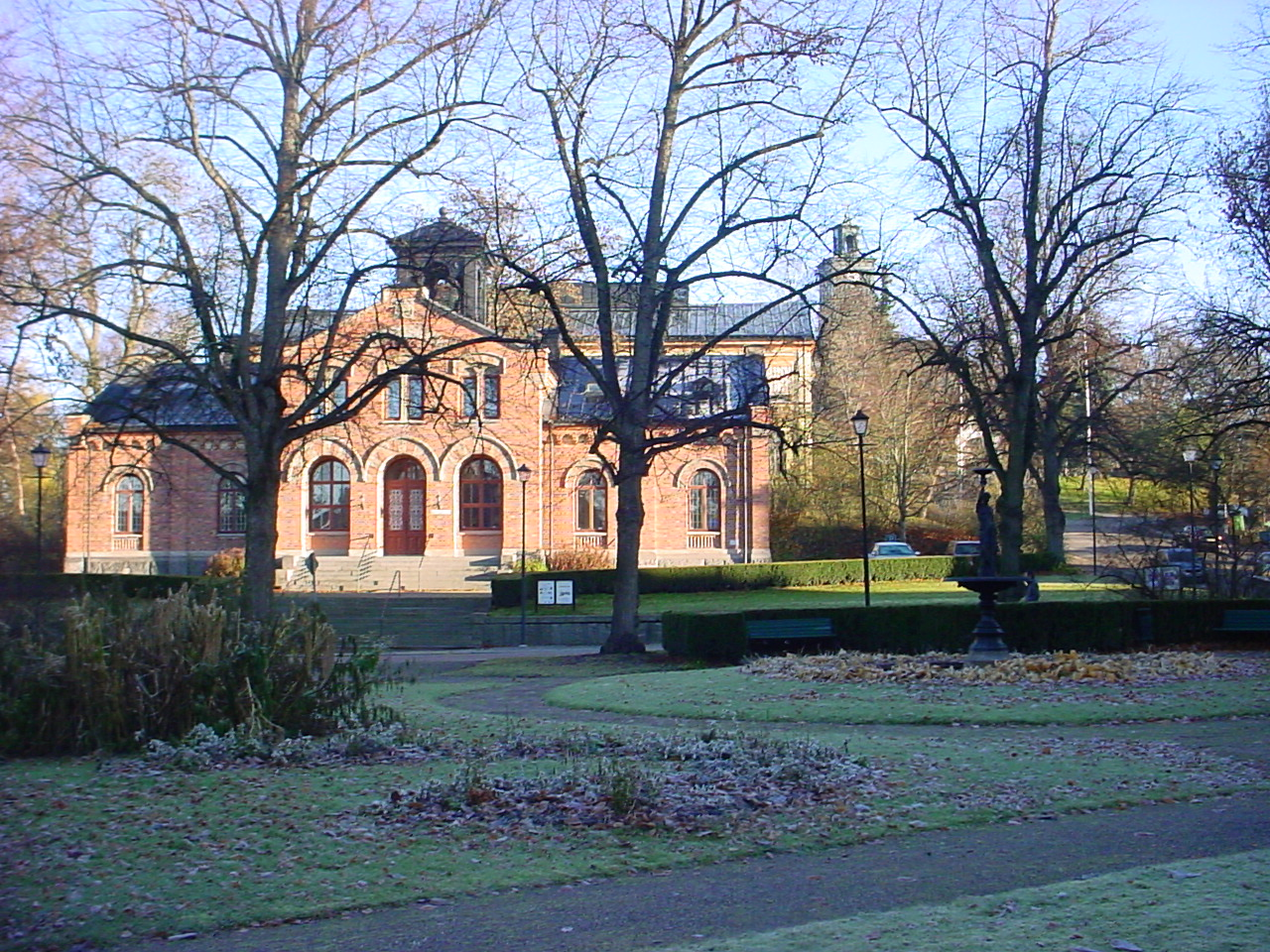
Afzeliiplan med Tinghuset närmast i bakgrunden.

Afzeliiplan tros ha varit en marknadsplats under vikingatiden och ungefär där Stora Torget idag ligger, tros ha varit dåtidens plats för en hamn. Under århundraden har strandlinjen flyttats söderut på grund av den postglaciala landhöjningen. För att visa på denna historiska och geografiska utveckling av strandlinjen, har gatukontoret i kommunen tillsammans med Enköpings museum, låtit rista in och måla linjer över gator och trottoarer i centrala delar av staden, med årtal för den aktuella strandlinjen. Omkring 1100-talet och 1200-talet låg strandlinjen nästan ett helt kvarter längre söderut i höjd med Westerlundska gården och ytterligare några sekler senare nästan i nivå med nuvarande Ågatan. Landhöjningen gjorde successivt att sundet eller den så kallade Stadsviken krympte allt mer och utgjorde på 1500-talet och 1600-talet förlängningen av Enköpingsån som då nätt och jämnt var segelbar. Ån var i nedre delen av staden tidigare delad i två grenar, varav den västligare numera endast är en bäck som från Munksundskällan rinner ut i ån.

### 1100- och 1200-talen
Vårfrukyrkan byggdes på 1100-talet.

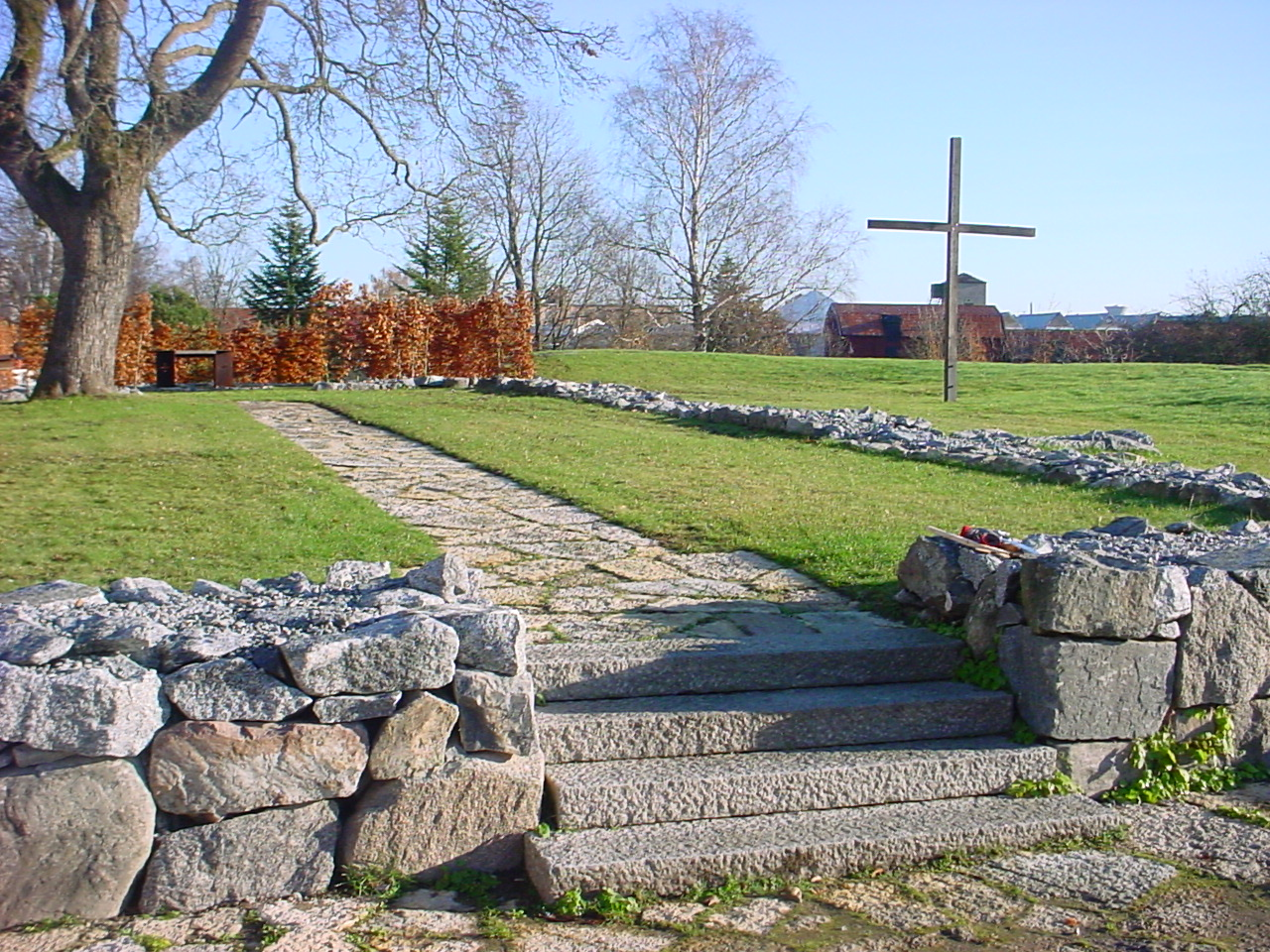
Kyrkoruin tillhörande franciskanerklostret, Enköping.

En prost i Enköping vid namn Walterus omnämns i ett av ärkebiskop Stefan utfärdat förlikningsbrev från 1164–1167 (Walterus prepositus de enescopinge). Denna handling är för övrigt Sveriges äldsta bevarade skrifthandling. Det äldsta bevarade brevet med stadsprivilegier för Enköping utfärdades först den 14 april 1413 av kung Erik av Pommern men möjligen kan privilegier ha tilldelats staden tidigare då ärkebiskop Jarler i ett brev skrivet i början av 1250-talet nämner borgare i Enköping. Dessa privilegier kan ha förstörts vid någon av de bränder som härjat staden. Enköping härjades av stadsbränder 1389 (vitaliebröderna härjade staden), 1572, 1609 och den sista 1799.

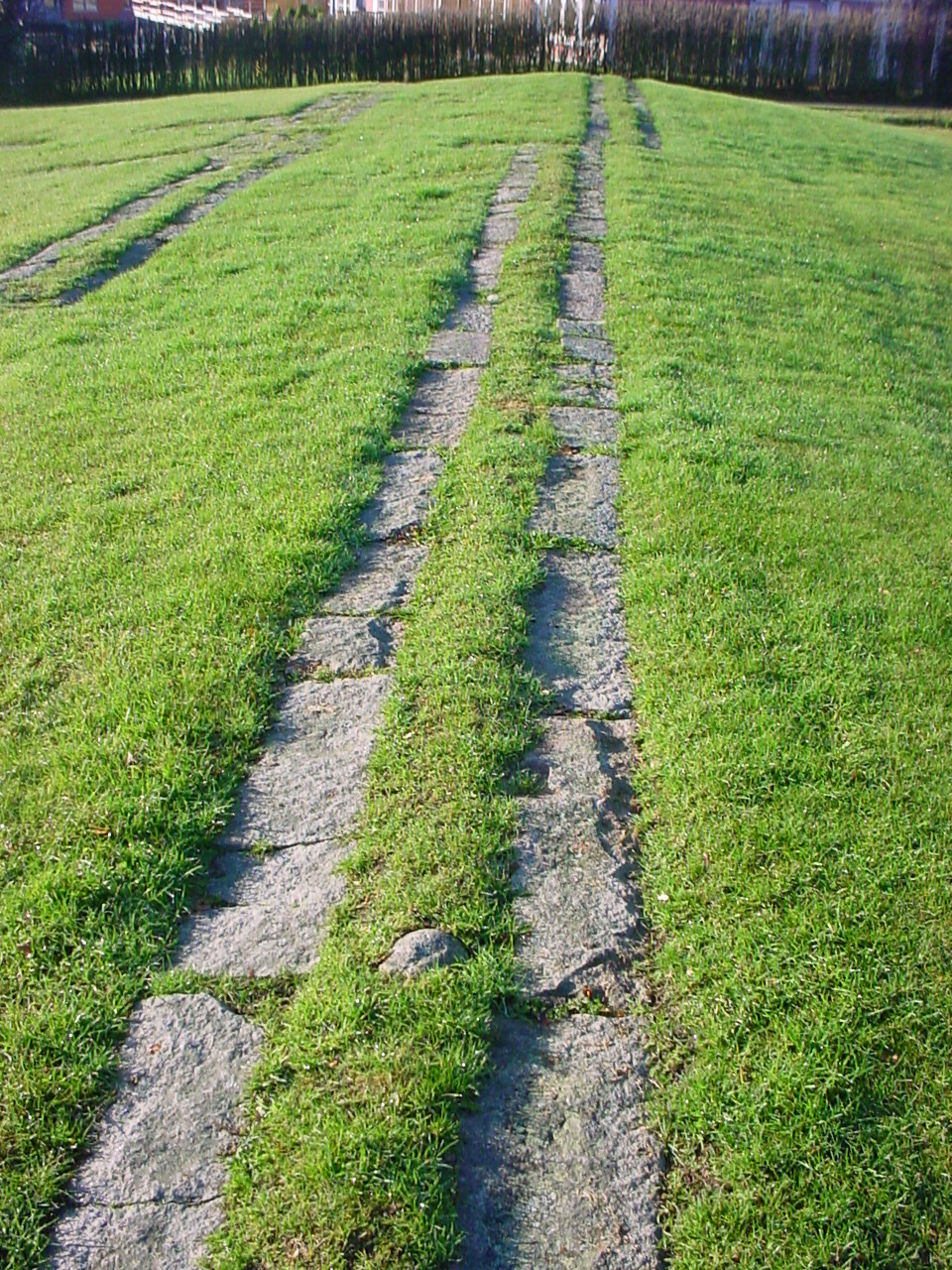
Spår av franciskanerklostret, Enköping.

På Tryggön, senare Klosterön, kom omkring 1250 ett franciskanerkonvent att bildas, det första i Sverige. I ett kungligt brev från 1530 uppmanar Gustav Vasa franciskanermunkarna att klostret skulle skötas som ett hospital för fattiga spetälska. Hospitalet i Enköping omtalas första gången 1278. Hospitalets funktion flyttades administrativt mellan Stockholm och Enköping beroende på var man ansåg att det behövdes bäst och under 1430-talet slutligen med placering i Stockholm och klosterverksamheten kan ha upphört helt omkring 1540 möjligen beroende på reformationen.
Byggnationen kom att rivas under 1600-talet och hade under denna tid hade använts som krutbruk och innan dess salpetersjuderi och tegelbruk och ön har även kallats Salpeterholmen. En större undersökning med många fynd gjordes här 1929–1931 och är idag en plats som fått namnet Klosterparken.

### 1400- och 1500-talen
Under denna period var Enköping en viktig handelsstad. Man bedrev handel med Västmanland och Dalarnas bergslager vilkas produkter sedan skeppades vidare till Stockholm och Södertälje och var av stor vikt för den svenska krigsindustrin. Enköping var då gynnsamt som utskeppningshamn i Mälaren då en vik gick från sagda sjö långt upp i staden. Handeln med järnvaror blev mindre och mindre gynnsam under senare delen av 1500-talet då landhöjningen gjort att stadsviken krympt och till slut gjort den knappt segelbar.
År 1406 grundades Enköpings första skola.
I slutet av 1500-talet drabbades Enköpings stad och landsförsamlingen hårt av pestens framfart. Vid denna tid kan folkmängden varit rätt ansenlig. En anteckning från äldre tid uppger att pesten år 1580 skulle ha tagit livet av sammanlagt 6000 människor i staden och landsförsamlingen tillsammans. Denna siffra ger skäl att vara kritisk mot detta då siffran var dubbelt det antal personer som staden och landsförsamlingen tillsammans inhyste i mitten av 1800-talet och 3/5 av vad själva huvudstaden förlorade vid samma tid.
År 1572 drabbades staden av en eldsvåda som skall ha förstört en del av staden samt Sankt Ilians kyrka. Kyrkan låg från år 1548 tillsammans med Sankt Olofs kyrka öde efter att Gustav Vasa i ett påbud bestämt att Vårfrukyrkan skulle betjäna utöver landsförsamlingen även själva staden. Vid denna tid var husen i staden ännu täckta med halm. Under reformationen drogs många av kyrkans gamla besittningar in till kronan, däribland franciskanerklostret som ombildades till sjukhus och sedermera till salpetersjuderi.

### 1600- och 1700-talen

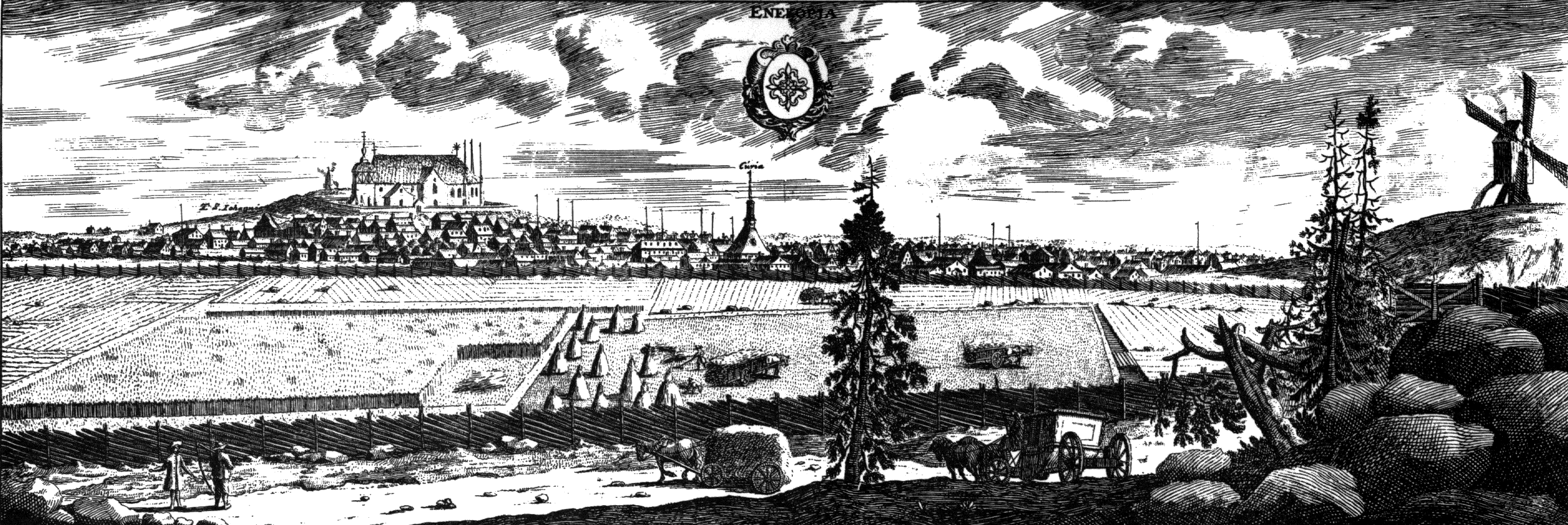
Enköping omkring år 1700. Ur Suecia antiqua et hodierna.

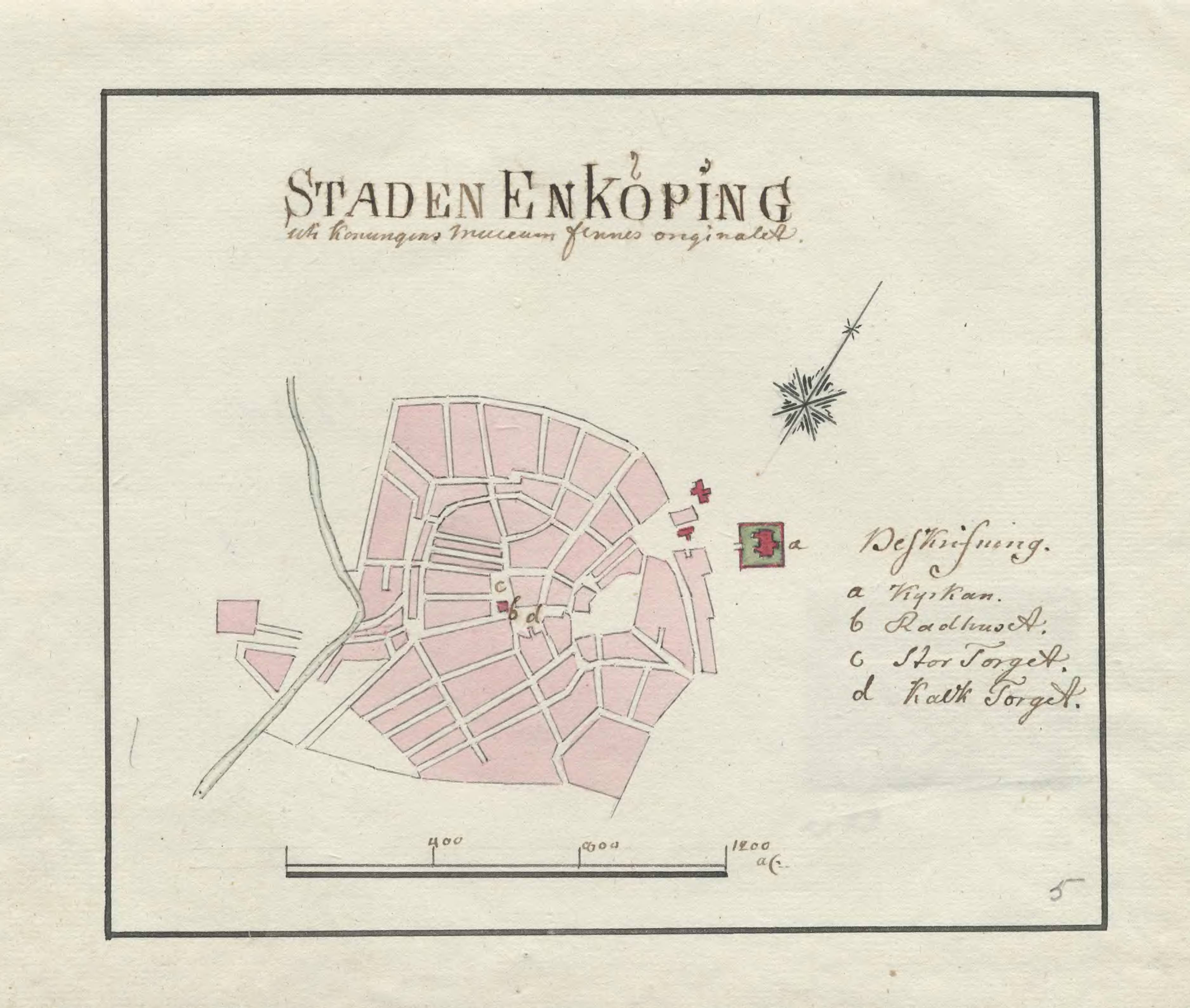
Karta över Enköping från 1790-talet

I början av 1600-talet skulle Enköping uppleva sin sista tid som viktig handelsstad med Bergslagens järnprodukter. Under Karl IX:s tid sattes våg- och tullhus upp i staden och efter en ny eldsvåda 1609 skänkte samma kung sex lodjor från Stockholms flottstation för att liva upp handeln. Trots detta är det klart att järnhandelns betydelse minskade under denna period på grund av att stadsvikens bredd och djup minskade och hindrade många fartyg från att komma in till staden. Istället anlades en ny lastbrygga nedanför viken vid Haga slott och drog således bort näringen från själva staden. Efter 1611 inskränkte också Gustav II Adolf utförseln till huvudstaden och försökte dra om bergslagstrafiken till Västerås istället.
Borgarna i staden började istället utveckla agrara näringar såsom åkerbruk, boskapsskötsel och fiske. Under Drottning Kristinas tid 1632–1654 uppläts tomter och ny jord till dessa borgare. Bland de grödor som såldes till andra städer som Stockholm, Uppsala och Västerås kan nämnas morötter, bönskidor, kålrötter och persiljerötter. Vid början av 1700-talet kom också tobaksplanteringen till stånd och ett tobaksspinneri privilegierades år 1728. Enköpings första manufaktur kom till år 1753. Det var i november 1752 som fabriksgesällen Sahlström fick kungligt privilegium att anlägga ett ylleväveri i staden. Första året hade väveriet 8 lärgossar och 20 spinnerskor men minskade snabbt och Sahlström hade problem att rekrytera ny personal vilket gjorde att väveriet levde en tynande tillvaro. År 1766 upphörde, i och med mössornas maktövertagande, det statliga manufakturstödet och med det yllefabriken.

#### Stadsbranden 1799
Stadens sista stora brand inträffade år 1799. Enligt bevarade vittnesmål utbröt branden klockan fyra den 23 augusti i arvingarnas till rådman Relund gård vid Stora gatan. Den förödande branden kom att jämna stora delar av staden med marken och medförde att stora ekonomiska värden för staden och dess invånare gick upp i rök. Handelsmannen Ekstedt som bodde på gården misstänktes snabbt för att ha orsakat branden. Han hade trassliga affärer och var försatt i konkurs. Han hade också innan branden gjort ohyggliga och rysvärda yttranden som ökade misstankarna mot honom som pyroman. Detta kunde aldrig bevisas men han bötfälldes ändå efter branden för att inte ha larmat om den i tid.
Branden orsakade materiella skador på drygt 36 000 riksdaler på fastigheter och nästan 17 000 riksdaler för annan egendom och flera skadades mer eller mindre allvarligt. Ingen skall dock ha mist sitt liv på grund av branden som ödelade hela 67 gårdar i framförallt Källroten och Bäckroten som drabbades allra hårdast.
Orsaken till att branden spreds så snabbt var att de flesta av husen var byggda i trä med tak av torv som brann väl om det väl fick fäste. Husen var också byggda tätt inpå varandra och på varje tomt fanns oftast även inklämda fähus, stall, brygghus, lider och bodar av olika slag. Man hade vid denna tid inte något effektiv brandförsvar att tala om, visserligen var egentligen hela stadens befolkning engagerad i den brandsläckningsorganisation som för varje rote leddes av en brandmästare och med yttersta ansvar av borgmästaren. Denna organisation skulle i olycksfall av brand ta hand om problemen men de verktyg man hade att tillgå, exempelvis enkla handsprutor, var oerhört primitiva.
Man var dock medveten om riskerna med en brand och man tog många försiktighetsåtgärder för att förhindra att en brand uppstod. Det fanns förbud emot att uppföra brandfarliga byggnader i staden såsom exempelvis badstugor och all hantering av eld var mycket reglerad. Bl.a. förbjöd man tobaksrökning på öppen gata och blev man påkommen med detta var straffet böter.
Många blev hemlösa, men hjälpen fanns till hands efter branden. De allra flesta var mycket hjälpsamma och de rotar som hade klarat sig bäst, däribland Backroten, tog in och fyllde sina bostäder. Man fick också ekonomiska bidrag genom insamlingar som gjordes i landets övriga städer och närbelägna herrgårdar och bondbyar försåg staden med säd, bröd, hö, ved och byggnadsmaterial. Totalt samlade man in 6000 riksdaler som skulle fördelas på de drabbade. Man tillsatte för detta en kommitté som skulle utreda var och ens behov av ersättning. Denna kommitté leddes av landshövdingen Wetterstedt.
Konsekvenserna av denna brand blev minst lika omfattande som själva branden. I september år 1799 på inrådan av landshövdingen drog man upp nya riktlinjer om hur de nedbrunna rotarna skulle återuppbyggas med ett nytt rätlinjeformat gatusystem. Man bestämde även att varje tomt skulle bebyggas med ett bestämt antal gårdar. Man ville bredda gatorna och minska trängseln och på så sätt fick man bukt med brandspridningsrisken och även de hälsoriskerna som fanns i och med trångboddhet. Man började nu också bygga husen av lera istället för trä. En ny stadsplan stadfästes i ett kungligt brev av Gustav IV Adolf i februari år 1800. Tack vare den nya stadsplanen fick nu staden ett mycket modernare utseende, likt en stad, som sedan flera århundraden och inpå 1700-talet mestadels liknat en förvuxen bondby.

### 1800- och 1900-talen

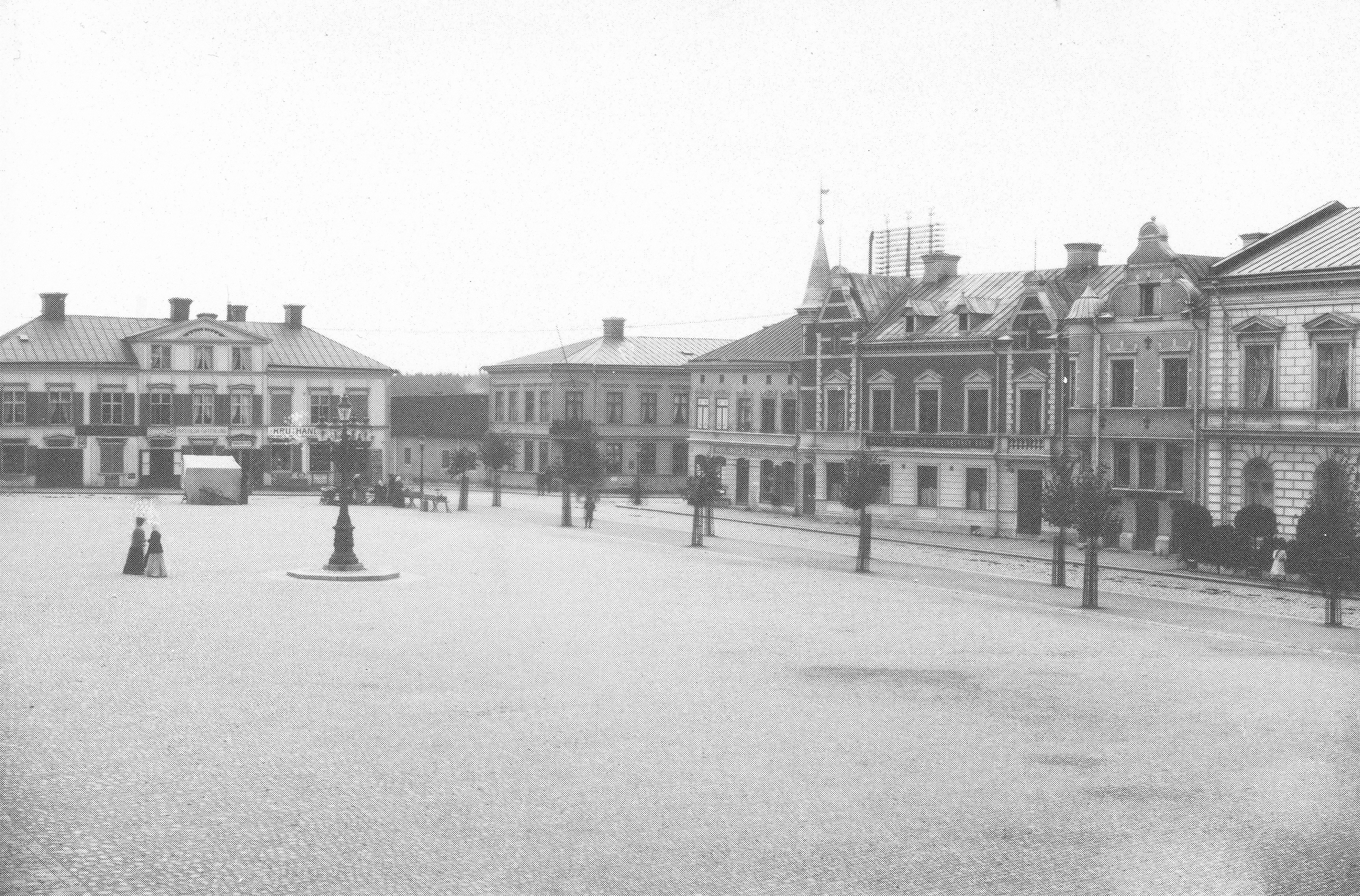
Stora Torget 1909

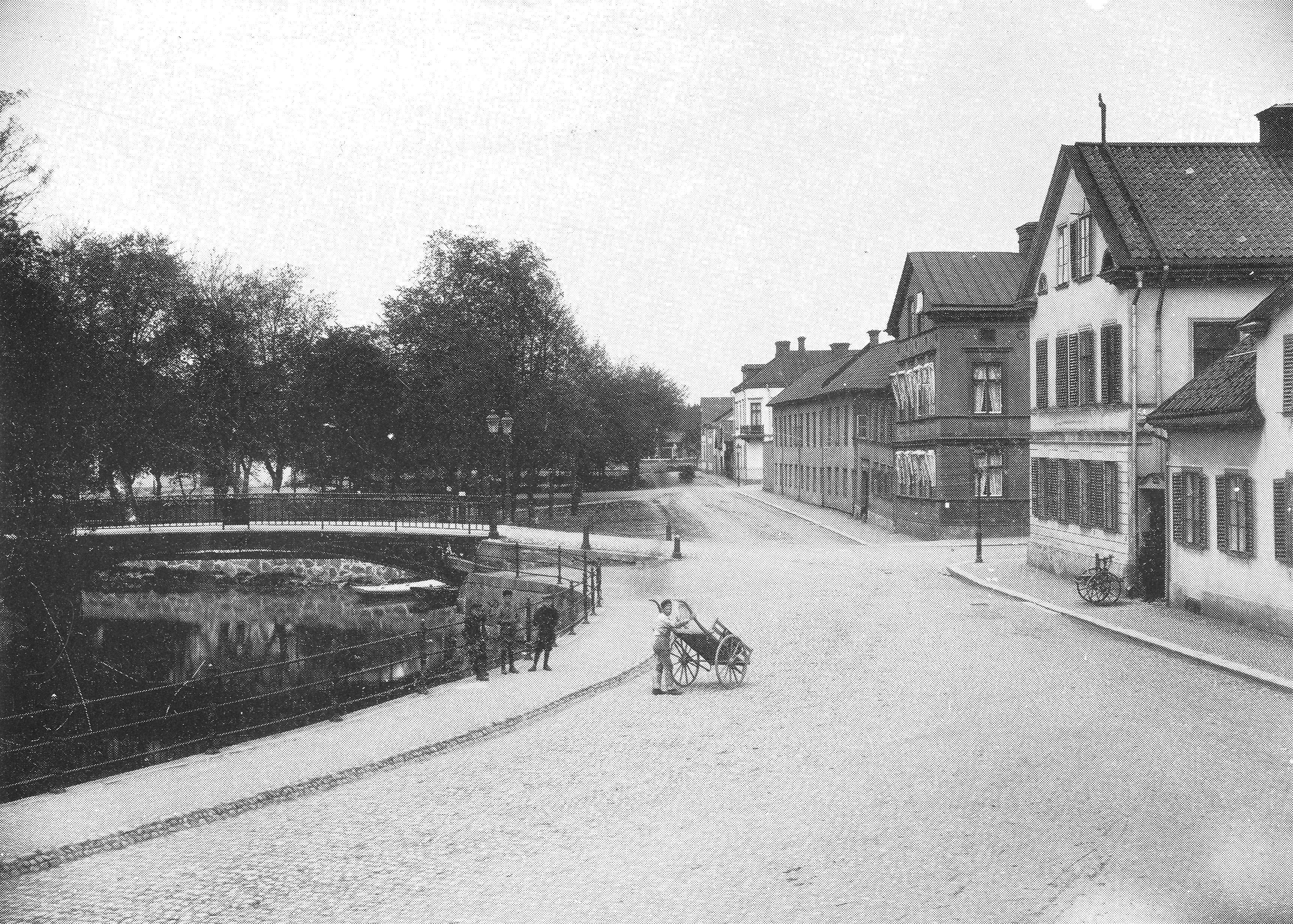
Ågatan 1906

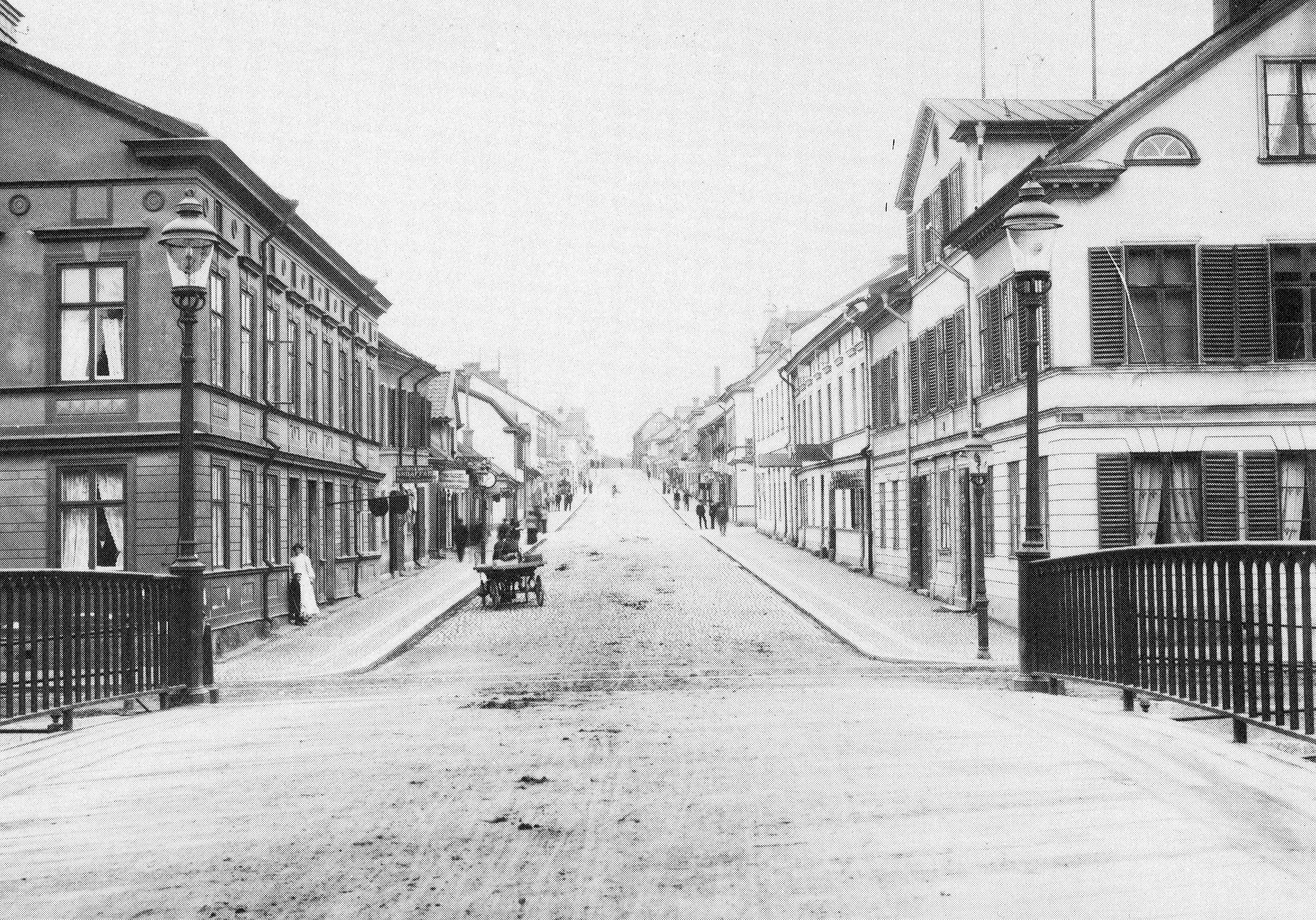
Kungsgatan sedd från bron, 1907

Under 1830- och 1840-talen, fram till 1843, muddrades Enköpingsån, vilket möjliggjorde för mindre fraktfartyg att nå Enköping och lasta säd från spannmålsmagasinen vid hamnen. Muddring skedde också senare, fram till senare delen av 1900-talet.

#### Befolkningsutvecklingen 1775–1880
| År   | Folkmängd | Tillväxt i absoluta tal |
| ---- | --------- | ----------------------- |
| 1775 | 1 190     |                         |
| 1780 | 1 297     | 107                     |
| 1785 | 1 319     | 22                      |
| 1790 | 1 226     | -93                     |
| 1795 | 1 173     | -53                     |
| 1800 | 1 139     | -34                     |
| 1805 | 1 174     | 35                      |
| 1810 | 1 112     | -62                     |
| 1815 | 1 187     | 75                      |
| 1820 | 1 189     | 2                       |
| 1825 | 1 226     | 37                      |
| 1830 | 1 206     | -20                     |
| 1835 | 1 177     | -29                     |
| 1840 | 1 309     | 132                     |
| 1845 | 1 358     | 49                      |
| 1850 | 1 413     | 53                      |
| 1855 | 1 410     | -3                      |
| 1860 | 1 553     | 143                     |
| 1865 | 1 694     | 141                     |
| 1870 | 1 885     | 191                     |
| 1875 | 2 059     | 174                     |
| 1880 | 2 545     | 486                     |

Denna tabell visar på en ökning av Enköpings befolkning på 105 år med nästan 114 procent. Befolkningsnivån stod i stort sett still under hela den gustavianska tiden (1772–1809).

#### Förebyggande sjukvård och industrialisering
Den ökning som skedde därefter i den så kallade konstitutionella ståndsförfattningens tid (1809–1866) och åren därefter kan härledas till två faktorer. Den första var att dödstalen sjönk från 1820-talet och framåt, som säkerligen var en direkt effekt av att fler barn överlevde smittkoppornas framfart, som åren 1749–1800 tog 270 000 svenskars liv. Ett vaccin mot smittan hade tagits fram 1796 i England och den första vaccinationen gjordes i Sverige den 23 oktober 1801. År 1816 lagstiftade man som första land i världen att alla barn under två års ålder skulle vaccineras mot smittkoppor.
Den andra faktorn för befolkningsökningen var givetvis den industriella revolutionen i Sverige. Från 1840-talet och framåt ökade själva flyttningsöverskottet i Enköping och man räknar att industrialiseringen tog fart vid 1850-talet i Sverige. Allt fler flyttade in till staden och kunde här försörja sig på handel i och med den ökade efterfrågan av olika varor. Inflyttningen från annat än angränsande socknar var dock begränsad.

#### Järnvägen kom till staden
Från år 1875 till 1880 ökade befolkningen med nästan 24 procent som var klart avvikande från årsgenomsnittet sedan tidigare. Enköping var tidigare beroende av ångbåtstrafiken som var den enda möjligheten att ta sig relativt snabbt till eller ifrån andra orter vid Mälaren exempelvis Västerås och Stockholm. Denna trafik kunde användas mer effektivt från 1843 och framåt, tack vare muddringen av Enköpingsån, men var helt stängd under vinterhalvåret då isen låg på Mälaren.
Det stora genombrottet kom givetvis med järnvägen mellan Stockholm och Västerås som invigdes den 12 december 1876. På denna sträcka fanns Enköping med en ny och ståtlig järnvägsstationsbyggnad. Detta gav möjlighet för godstrafik och resande att snabbt ta sig mellan orterna utmed banan. Man byggde även utmed banan en ny telegraflinje till Stockholm och postgången till och från huvudstaden förbättrades i och med att de nya stationshusen utmed banan fungerade såsom postkontor.

### Pepparrots- och industristaden
Enköping kallades under många år pepparrotsstaden, av den anledningen att Enköping var en av de städer där mest pepparrot odlades. Från början var inte pepparroten känd utan man kunde istället läsa i gamla dokument om alla grönsaker som odlades i Enköping, till exempel kål, lök, morötter, palsternacka, persiljerötter, rödbetor och även pepparrot. År 1865 kom skörden av pepparrot igång. Det sägs att det ska ha gått upp till närmare 30 000 kg. Pepparrotsodlingen upptog nästan 2/3 av grönsaksodlingen.
Det fanns två sätt att odla pepparrot. Det ena var att gräva ner en planka en bit under jorden så att pepparroten skulle stanna där och inte växa ner längre, för då bli den bara lång och smal. Det andra sättet var att man först låter den växa ett tag, och efter en tid drar man upp roten och lägger den horisontellt. Det var alltså en krävande växt att odla.
Det mesta av pepparroten fraktades med ångfartyg till Stockholm. Efter att järnvägen byggts såldes den även i Uppsala, Sala, Västerås och Örebro.
I början på 1900-talet började pepparrotsodlingen avta. Det var på grund av alla industrier som kommit till Enköping. Den sista stora pepparrotsodlingen låg vid Korsängen omkring 1930. Josef Wallin anses vara den sista pepparrotsodlaren i Enköping.
I Enköping hade Bahco Verktyg tillverkning av skiftnycklar fram till 2008 då produktionen flyttades till Spanien. Tidigare företag innefattar Bahco Ventilation (sedermera Stratos Ventilation) och ABB Fläkt Produkt, Nordströms Linbanor.

### Militärstaden
Enköping blev garnisonsstad 1943 när Göta livgarde (P 1) återuppsattes och förlades till Stenvreten i stadens norra delar. 1974 beslöt riksdagen om en ny inriktning varvid konsekvensen blev att Göta Livgarde las ner och Upplands Signalregemente skulle flytta till Enköping. Under perioden 1980–1982 etablerades Upplands Signalregemente i Enköping och samtidigt  organiserades Arméns stabs- och sambandsskola i ett nybyggt fastighetskomplex norr om den nybyggda motorvägen. Sedan den 1 januari 2007 återfinns Ledningsregementet (LedR) inom garnisonen.
Göta livgarde (P 1) 1943–1980Göta livgarde förlades 1943–1945 till nybyggda kaserner intill Stockholmsvägen, dit även Blåa brigaden (PB 6) och Pansartruppernas kadett- och aspirantskola (PKAS) var förlagda. 1980 avvecklades regementet med brigad medan skolan omlokaliserades till Skövde garnison.
Upplands regemente (S 1) 1982–2006Upplands regemente förlades 1982 till garnisonen genom den så kallade mälarkarusellen, där regementet omlokaliserades från Uppsala till Enköping och övertog Göta livgardes kaserner. Regementet avvecklades den 31 december 2006.
Ledningsregementet (Ledr) 2007-Ledningsregementet är ett av Försvarsmaktens nya förband och grundades den 1 januari 2007. Förbandet är ett så kallat Försvarsmaktsgemensamt förband. Inom förbandet ingår även Ledningsstridsskolan (LedSS).
Upplands- och Västmanlandsgruppen (UVG) 2000–I samband med att försvarsområdena avvecklades i Sverige den 30 juni 2000, bildades den 1 juli 2000 en militärdistriktsgrupp under namnet Upplandsgruppen, för att utbilda hemvärn och stödja frivilligverksamheten inom Uppsala län. År 2005 gick gruppen samman med Västmanlandsgruppen och bildade en hemvärnsgrupp under det nuvarande namn.
Nordic BattlegroupNordic Battlegroup är Sveriges bidrag till EU:s snabbinsatsstyrkor och har sitt högkvarter i Enköping. Stridsgruppen har funnits i tre skepnader, Nordic Battlegroup 08,  Nordic Battlegroup 11 och Nordic Battle Group 15.

### Administrativa tillhörigheter

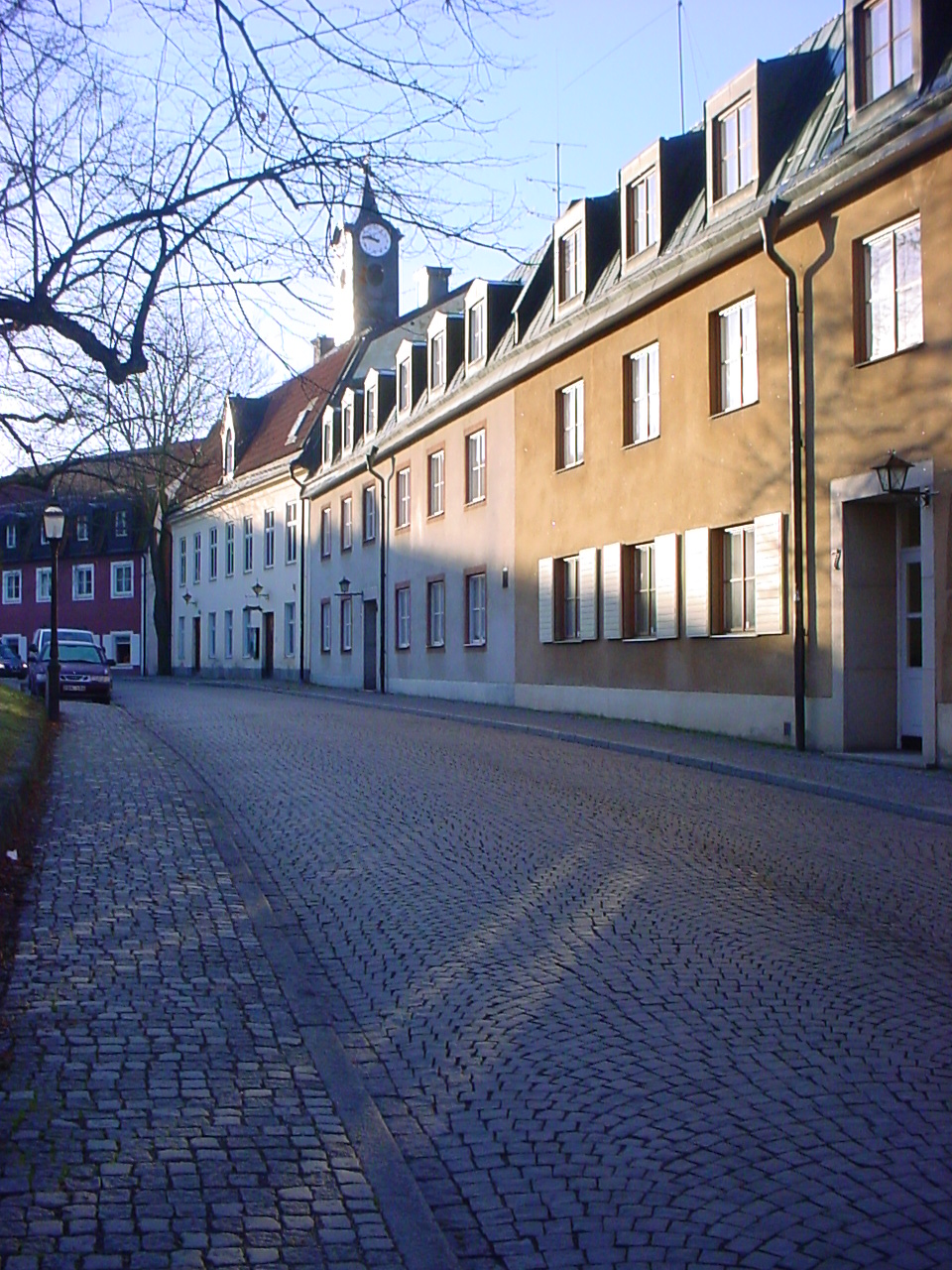
Rådhusgatan i Enköping.

Enköpings stad  ombildades vid kommunreformen 1862 till en stadskommun och bebyggelsen låg därefter i denna kommun med en mindre del i Vårfrukyrka socken/landskommun som omgärdade staden i söder och norr. 1952 uppgick en del av Våfrukyrka socken/landskommun i Enköpings stad, som fortfarande till största delen bestod av ortens bebyggelse. 1971 uppgick Enköpings stad i Enköpings kommun och orten är sedan dess centralort i kommunen.
Enköping hörde och hör till Enköpings församling.
Orten ingick till 1963 i domkretsen för Enköpings rådhusrätt, för att därefter till 1971 ingå i Trögds tingslag. Från 1971 till 2005 ingick Enköping i Enköpings domsaga och den ingår från 2005 i Uppsala domsaga.

### Befolkningsutveckling
| Befolkningsutvecklingen i Enköping 1950–2020 | Befolkningsutvecklingen i Enköping 1950–2020 | Befolkningsutvecklingen i Enköping 1950–2020 | Befolkningsutvecklingen i Enköping 1950–2020 | Befolkningsutvecklingen i Enköping 1950–2020 |
| -------------------------------------------- | -------------------------------------------- | -------------------------------------------- | -------------------------------------------- | -------------------------------------------- |
|                                              |                                              |                                              |                                              |                                              |
| År                                           |                                              |                                              | Folkmängd                                    | Areal (ha)                                   |
| 1950                                         | 1950                                         |                                              | 8 257                                        |                                              |
| 1960                                         | 1960                                         |                                              | 12 615                                       |                                              |
| 1965                                         | 1965                                         |                                              | 15 392                                       |                                              |
| 1970                                         | 1970                                         |                                              | 19 066                                       |                                              |
| 1975                                         | 1975                                         |                                              | 18 541                                       |                                              |
| 1980                                         | 1980                                         |                                              | 18 566                                       |                                              |
| 1990                                         | 1990                                         |                                              | 18 673                                       | 971                                          |
| 1995                                         | 1995                                         |                                              | 19 143                                       | 1 003                                        |
| 2000                                         | 2000                                         |                                              | 19 147                                       | 1 018                                        |
| 2005                                         | 2005                                         |                                              | 20 204                                       | 1 044                                        |
| 2010                                         | 2010                                         |                                              | 21 121                                       | 1 067                                        |
| 2015                                         | 2015                                         |                                              | 22 553                                       | 1 050                                        |
| 2020                                         | 2020                                         |                                              | 25 071                                       | 1 188                                        |
|                                              |                                              |                                              |                                              |                                              |

## Vägförbindelser
- E18 österut mot Stockholm, och västerut mot Västerås, Örebro, Karlstad och Oslo
- Riksväg 55 söderut mot Strängnäs och Norrköping samt nordost mot Uppsala
- Riksväg 70 mot Borlänge och Idre i nordväst

## Kollektivtrafik
Enköpings tätortsbussar är kollektivtrafiken i Enköpings tätort. Ansvarigt trafikföretag Mohlins Bussar kör på uppdrag av UL. Sedan juni 2022 består Enköpings stadstrafik av tre nya linjer med nummer 21, 22 och 23, som ersatte ett större antal linjer i stadstrafiken.
Följande regionbusslinjer trafikerar Enköping (oktober 2022):
- 221 Ön via Lillkyrka
- 223 Skolsta via Grillby
- 226 Haga
- 774 Express Uppsala
- 803 Bålsta
- 804 Uppsala via Örsundsbro
- 874 Västerås via Hummelsta
- 876 Strängnäs

Även SJ trafikerar Enköpings resecentrum på linjen Stockholm - Västerås - Göteborg.

## Utbildning, hälsa och sjukvård
Inom Enköpings tätort finns sex kommunala skolor (Bergvretenskolan, Enöglaskolan, Munksundsskolan, Rombergaskolan, S:t Iliansskolan, Korsängsskolan) och fem privata grundskolor (Robinson, Enköpings Montessoriskola, Hindens skola, Kunskapsskolan och Entréskolan), gymnasieskola (Westerlundska gymnasiet), Kvalificerad yrkesutbildning (KY) samt Vuxenutbildningscentrum och Komvux.
Inom tätorten finns, utöver Enköpings lasarett som drivs av Region Uppsala, fem olika läkarmottagningar och vårdcentraler varav tre av dessa drivs i privat regi, ytterligare en övergick i privat regi i februari 2009.

## Sport
Den största utomhusarenan i Enköping är Enavallen, en fotbolls- och friidrottsarena. Läktarna rymmer 4 000 personer, varav 1 100 sittande på huvudläktaren.

### Klubbar
- Sportklubben Enköpings SK, främst känd för fotbollssektionen Enköpings SK Fotboll. Här finns också bland annat ishockeysektionen Enköpings SK HK.
- Enköpings AIF, friidrott
- Enköpings Brottarklubb
- Enköpings HF, handboll
- Enköpings IS, fotboll
- Enköpings Ridklubb (Åkerby Ryttargård)
- Enköpings RK, rugby
- Fanna BK, fotboll
- SK ENA, simning
- Stockholms Segelflygklubb (SSFK), på Långtora Segelflygfält utanför Enköping.
- Stratos Enköping BTK, bordtennis

## Några personer från Enköping
se även Personer från Enköping
- Amelia Andersdotter, politiker
- Leif Blomberg, fackföreningsman
- Roger Blomquist, journalist
- Anna Brolin, reporter
- Åke Brolin, TV-man
- Anders Dannvik, låtskrivare
- Thom Eklund, ishockeyspelare
- Örjan Englund, musiker
- Daniel Grillfors, ishockeyspelare
- Johan Hakelius, skribent
- Per Herrey, sångare
- Niclas Hävelid, ishockeyspelare
- Johan Petter Johansson, uppfinnare
- Ludwig Keijser, skribent och musiker
- Leif "Putt" Larsson, racerförare
- Micke Littwold, låtskrivare
- Thomas Mattsson, journalist
- Roger Melin, ishockeyspelare
- Madelene Sagström, golfspelare
- Anna Sjödin, politiker
- Pelle Törnberg, journalist
- Totte Wallin, artist
- Elin Lanto, artist
- Ernst Westerlund (Enköpingsdoktorn)